# Braye-en-Thiérache
Braye-en-Thiérache és un municipi francès situat al departament de l'Aisne i a la regió dels Alts de França. L'any 2007 tenia 153 habitants.

## Demografia

### Població
El 2007 la població de fet de Braye-en-Thiérache era de 153 persones. Hi havia 60 famílies de les quals 20 eren unipersonals (20 dones vivint soles i 20 dones vivint soles), 16 parelles sense fills i 24 parelles amb fills.
La població ha evolucionat segons el següent gràfic:
Habitants censats

### Habitatges
El 2007 hi havia 79 habitatges, 62 eren l'habitatge principal de la família, 12 eren segones residències i 5 estaven desocupats. Tots els 78 habitatges eren cases. Dels 62 habitatges principals, 56 estaven ocupats pels seus propietaris, 3 estaven llogats i ocupats pels llogaters i 3 estaven cedits a títol gratuït; 4 tenien tres cambres, 23 en tenien quatre i 35 en tenien cinc o més. 41 habitatges disposaven pel capbaix d'una plaça de pàrquing. A 36 habitatges hi havia un automòbil i a 15 n'hi havia dos o més.

### Piràmide de població
La piràmide de població per edats i sexe el 2009 era:
| Homes | Edats   | Dones |
| ----- | ------- | ----- |
| 0     | 95 o +  | 0     |
| 0     | 90 a 94 | 0     |
| 0     | 85 a 89 | 4     |
| 0     | 80 a 84 | 0     |
| 0     | 75 a 79 | 0     |
| 4     | 70 a 74 | 0     |
| 8     | 65 a 69 | 12    |
| 4     | 60 a 64 | 8     |
| 4     | 55 a 59 | 4     |
| 4     | 50 a 54 | 0     |
| 8     | 45 a 49 | 8     |
| 8     | 40 a 44 | 8     |
| 0     | 35 a 39 | 8     |
| 0     | 30 a 34 | 0     |
| 4     | 25 a 29 | 4     |
| 0     | 20 a 24 | 8     |
| 4     | 15 a 19 | 8     |
| 0     | 10 a 14 | 8     |
| 8     | 5 a 9   | 8     |
| 0     | 0 a 4   | 0     |

## Economia
El 2007 la població en edat de treballar era de 93 persones, 56 eren actives i 37 eren inactives. De les 56 persones actives 51 estaven ocupades (34 homes i 17 dones) i 5 estaven aturades (1 home i 4 dones). De les 37 persones inactives 7 estaven jubilades, 12 estaven estudiant i 18 estaven classificades com a «altres inactius».

### Ingressos
El 2009 a Braye-en-Thiérache hi havia 61 unitats fiscals que integraven 151 persones, la mediana anual d'ingressos fiscals per persona era de 14.306 €.

### Activitats econòmiques
Dels 3 establiments que hi havia el 2007, 1 era d'una empresa extractiva, 1 d'una empresa de fabricació d'altres productes industrials i 1 d'una empresa immobiliària.
L'únic servei als particulars que hi havia el 2009 era una agència immobiliària.
L'any 2000 a Braye-en-Thiérache hi havia 7 explotacions agrícoles.

## Poblacions més properes
El següent diagrama mostra les poblacions més properes.